# Fiesta de las Colectividades europeo argentinas
La Fiesta de las colectividades europeo argentinas es un importante evento anual celebrado en Bariloche, Argentina. Desde 1989 hasta el 2009 se realizó ininterrumpidamente en el Gimnasio Pedro Estremador, desde el año 2010 se trasladó la fiesta al Club Danés ubicado para retomar el espíritu familiar de la fiesta.Actualmente se realiza durante dos primeros fines de semana en el mes de noviembre

## La fiesta
Colectividades es organizada por la Asociación civil amigos de Colectividades,  conformada por un presidente, una secretaria y un tesorero, y se nombran dos Delegados en representación de cada colectividad.
La fiesta comenzaba con el izamiento de las banderas en el Paseo de las Colectividades, con la banda de la escuela militar de montaña interpretando canciones patrias.
Luego, la banda ingresaba al gimnasio (ubicado a 30 metros del paseo) e interpretaba canciones típicas de las distintas colectividades, hasta que los locutores daban inició formal al evento.
Finalmente, comienzaban los bailes. Uno de ellos es el tradicional Baile de las cintas.
El himno oficial de la fiesta es la canción "Argentina es nuestro hogar".

### Colectividades participantes
Actualmente participan varios conjuntos de danzas de 10 colectividades:
- España

Academia Zarabanda de danzas españolas.
- Austria

Grupo Edelweiss y grupo del instituto Alondra.
- Alemania

Conjunto de danzas alemanas Alpenrose.
- País Vasco

Conjunto de danzas vascas Mendiko Eusko Etxea.
- Suiza

Conjunto de danzas suizas Genciana.
- Rusia

Grupo del instituto Alondra.
- Eslovenia

Grupo esloveno Lastovka.
- Croacia

Grupo croata Zrinski y grupo del instituto Alondra.
- Italia

Grupo de danzas Nueva Italia.
- Dinamarca

Grupo de danzas Skaal.

## Historia de la fiesta

### Primeras fiestas
Los extranjeros que llegaron a Bariloche trajeron consigo una gran cantidad de costumbres y tradiciones. Para mantenerlas ellos y sus descendientes, comenzaron a pensar en realizar una fiesta. Así, en 1978 se realiza la primera Fiesta de las colectividades. En esa ocasión participaron representantes de Alemania, Suiza, España, Italia, Dinamarca y Eslovenia. En ese entonces, los provenientes de estos países y sus descendientes constituían a la mayoría de la población.
Esa primera fiesta y la que le siguió, en 1979, se llevaron a cabo en la calle Mitre, la principal de la ciudad. En esa ocasión, también hubo representación de argentina y chilena.
En aquellas dos primeras fiestas, se emplazaban pequeñas casitas sobre la calzada, en las cuales se vendían comidas típicas. Un hecho que resaltaba era que los eslovenos hacían una pista artificial de esquí de madera que cubrían de nieve, y se hacía demostración de bajada de esquí.

### Bomberos
En 1980, se decidió llevar los puestos a un lugar cubierto, y ese año la fiesta se hizo en el estadio "Pedro Estremador", generalmente conocido como "Bomberos", ya que es propiedad de la Asociación Civil Bomberos Voluntarios Bariloche.
Desde esa primera fiesta en bomberos, se hizo cargo de la organización general el suizo Gerónimo Franzgrote. Este es un personaje fundamental en la historia de colectividades, ya que él hacía que cada colectividad participante tuviera que presentar comidas y bebidas típicas en su stand, y que cada vendedor estuviera vestido con trajes típicos de su país de origen. Asimismo, un cuerpo de baile por cada colectividad hacía una actuación. Desde ese entonces la fiesta sigue realizándose de la misma forma. 
Al pasarse la fiesta de la Mitre a bomberos, se vio necesaria la participación de alguien que guiara la fiesta, un conductor. Franzgrote decía que esta persona debía reunir ciertas cualidades, y así eligió a Arnaldo Velázquez, quien aún hoy sigue siendo un parte fundamental de la celebración.
En 1981, 1982, 1983, 1984, 1985 y 1986, la fiesta se hizo en el gimnasio del Colegio Don Bosco, En el año 1987 se decide volver a bomberos y desde entonces se realiza en forma ininterrumpida en ese lugar, salvo en 1989, que no hubo fiesta.

### Fiestas actuales
El 29 de diciembre de 2004, se produjo la catástrofe de República Cromagnón en Buenos Aires. Debido a esto, todos los espectáculos o encuentros públicos requirieron de mayor seguridad, tanto en la organización como en la infraestructura del lugar donde se realizase el encuentro.
La XVI Fiesta de las colectividades europeo argentinas, en el año 2005, se llevó a cabo teniendo en cuenta Cromagnón. El gimnasio Pedro Estremador requirió notables cambios en su infraestructura. Los stands, en vez de usar garrafas, contaron con conexiones de gas por caños. Por primera vez en colectividades, se limitó la cantidad de público. También se abrieron salidas de emergencia y se dobló la cantidad de policías, bomberos, personal propio de la fiesta y personal de emergencias médicas.
La XVII edición de la fiesta, fue la más segura que hubo. Se terminaron las salidas de emergencia que faltaban y se sustituyó una escalera caracol por una más segura. La capacidad máxima permitida fue de 2200 personas rotativas. También se prohibió fumar y el expendio de bebidas alcohólicas a menores de edad. La calidad del aire en esa edición fue la mejor que se recuerde.